# Pentylgruppe

Mögliche Isomere der Pentylgruppe. Die rot gepunkteten Linien geben die Anknüpfungsbindungen an.
Obere Reihe von links nach rechts: n-Pentyl (Amyl), 2-Pentyl (sec-Pentyl), 3-Pentyl;
Mittlere Reihe: 2-Methylbutyl, 3-Methylbutyl (iso-Pentyl oder iso-Amyl), 3-Methylbut-2-yl, 2-Methylbut-2-yl;
Untere Reihe: 2,2-Dimethylpropyl (Neopentyl)

Eine Pentylgruppe ist in der Chemie ein Kohlenwasserstoffrest mit fünf Kohlenstoffatomen und der Summenformel von C5H11 als Substituent in organischen Molekülen. Der Name kommt von griechisch Penta für fünf und dem Suffix -yl. Da es verschiedene Möglichkeiten der Verzweigung gibt, erhält man eine Serie von acht isomeren Pentyl-Resten (s. Pentanole). 
Die isomeren Pentylgruppen tragen historisch bedingt Trivialnamen. So steht Amyl zum Beispiel für den n-Pentyl-Rest; n-Pentylalkohol ist daher auch unter einem Trivialnamen Amylalkohol bekannt.